# Baluvanahalli, Bangarapet
Baluvanahalli là một làng thuộc tehsil Bangarapet, huyện Kolar, bang Karnataka, Ấn Độ.